# 맥가이버
《맥가이버》(영어: MacGyver)는 미국 ABC의 TV 시리즈물이다. 리처드 딘 앤더슨 주연으로, ABC를 통해 1985년 9월 29일부터 1992년 4월 25일까지 방영되었다.
비밀임무를 수행하는 피닉스 재단 소속 첩보원 맥가이버의 활약상을 그렸다. 그러나 기존 스파이물에서 그려지던 첩보원들과는 달리 주인공이 총을 두려워하며, 화학이나 물리학의 기본지식을 이용한 기발한 방식으로 위기를 극복한다는 설정을 가졌다.

## 줄거리
이 프로그램은 리처드 딘 앤더슨(Richard Dean Anderson)이 연기한 앵거스 맥가이버(Angus MacGyver)를 중심으로 전개된다. 맥가이버는 로스앤젤레스를 기반으로 한 가상의 민간 재단인 피닉스 재단(Phoenix Foundation)에서 문제 해결사(troubleshooter)로 활동하며, 동시에 미국 정부의 가상 기관인 대외서비스부(DXS, Department of External Services)의 요원으로도 일한다. 그는 웨스턴 공과대학(Western Tech)에서 물리학을 전공한 과학자 출신이며, 베트남 전쟁 당시 미 육군 특수부대에서 폭탄 처리반 기술자(EOD)로 복무한 경력이 있다(에피소드 "Countdown"참고).
맥가이버는 뛰어난 과학 지식과 백과사전 수준의 물리학 이해도를 바탕으로, 일상적인 물건들—대표적으로 스위스 아미 나이프와 덕트 테이프, 성냥 등—을 이용해 복잡한 문제를 해결한다. 그는 비폭력적인 해결을 선호하며, 12살 때 친구가 실수로 총에 맞아 사망한 사건 이후로는 총기를 다루지 않는다.
그의 가장 큰 장점은 과학적 지식을 실용적으로 적용하고, 흔한 물건들을 창의적으로 활용하는 능력에 있다. 그는 종종 생사가 걸린 상황에서 단 몇 분 안에 복잡한 장치를 즉석에서 만들어 문제를 해결하는데, 이러한 장면들이 이 시리즈의 가장 큰 매력 요소 중 하나로 꼽힌다. 이는 공학을 비롯한 응용 과학 분야에 대한 대중의 관심을 높이는 데 기여했으며, 흥미로운 줄거리 전개로도 인기를 끌었다.
맥가이버가 사용하는 장치나 해결 방식은 대부분 과학 원리에 기반을 두고 있었으며, 제작진은 각본 작성 시 자문 과학자들을 통해 검토를 받았다. 다만, 가정용 화학물질로 폭탄이나 독극물 등 위험한 물질을 만드는 장면에서는 시청자 안전을 고려해 구체적인 정보는 의도적으로 생략하거나 모호하게 처리되었고, 중요한 구성 요소나 단계가 빠진 경우도 있었다.
또한, 이 시리즈는 사회적 이슈를 다루는 경우도 많았는데, 특히 시즌 4부터 7까지 그 경향이 강했으며, 초기 시즌 1~3은 주로 정부 요원으로서의 모험 위주로 구성되어 있었다.

## 등장인물

### 주요 인물
- 리처드 딘 앤더슨 : 맥가이버 역 - 주인공
- 다나 엘카 : 피터 손턴 역 - 맥가이버의 상사이자 친구
- 브루스 맥길 : 잭 돌턴 역 - 맥가이버의 오래된 친구

### 주변 인물
- 테리 해쳐 : 페니 파커 역
- 마이클 데스 바레즈 : 머독 역
- 존 앤더슨 : 해리 역 - 맥가이버의 할아버지
- 엘리사 다바로스 : 니키 역
- 미리암 바이알릭 : 리사 우드맨 역

## 한국판 성우진 (MBC)
- 맥가이버 : 배한성
- 피터 손턴 : 김현직 (처음) / 김기현 (나중)
- 잭 돌턴 : 신성호
- 페니 파커 : 김진숙
- 머독 : 박기량
- 해리 : 이영달 (시즌 1~2, 5~6)
- 니키 : 송도영 (시즌 3)

## 각국별 맥가이버의 현지식 이름과 성우진
| 나라 | 미국           | 대한민국 | 타이완, 중국 본토 | 홍콩     | 일본                 |
| ---- | -------------- | -------- | ----------------- | -------- | -------------------- |
| 명칭 | MacGyver       | 맥가이버 | 百戰天龍          | 玉面飛龍 | 冒險野郎マクガイバー |
| 주역 | Angus MacGyver | 맥가이버 | 馬蓋先            | 麥基華   | マクガイバー         |
| 성우 | 빈칸           | 배한성   | 劉錫華            | 黃健強   | 石丸博也             |

## 해외 방영

### 이름의 범용

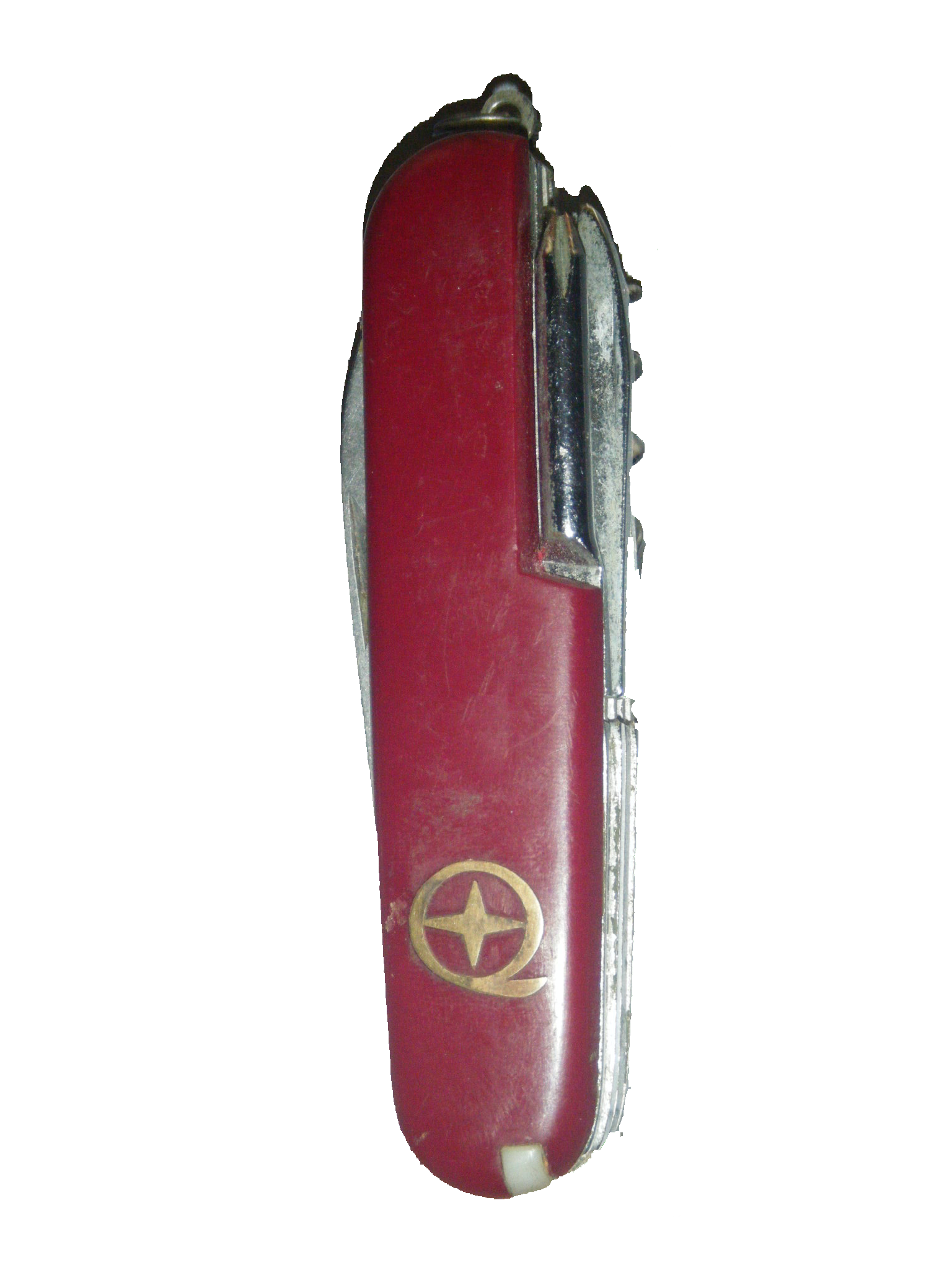
맥가이버 칼

폭발적인 인기에 의해 맥가이버라는 고유명사가 ‘어디서든 무엇이든 척척 해냄’ 혹은 ‘비폭력주의’라는 뜻으로 일반명사화되었다.
- 맥가이버주의 : 총이나 흉기를 사용하지 않음. 평화주의
- 맥가이버 칼 : 스위스 빅토리녹스 사의 다기능 칼과 그 유사품들의 총칭. 통칭 잭 나이프

### 대한민국
- 대한민국에서는 MBC가 이 프로그램을 수입하여 1986년 11월 5일부터 1992년 8월 1일까지 방영하였으며, 이후에는 케이블 텔레비전에서도 재방영되었다.
- 당시 MBC에서 방영된 《맥가이버》는 성우 배한성이 주인공 맥가이버의 목소리를 맡아 큰 인기를 끌었으며, 그의 더빙은 캐릭터의 매력을 더욱 부각시켜 많은 사랑을 받았다. 맥가이버가 사용하는 스위스 아미 나이프는 '맥가이버 칼'로 불리며 대중적으로 널리 알려졌고, 그의 독특한 헤어스타일 또한 '맥가이버 머리'라는 유행어를 낳으며 시대적 아이콘이 되었다.
- 2017년 1월부터는 케이블TV VOD를 통해 원작 시리즈와 함께 리메이크 작품인 《맥가이버 리부트》가 국내에 독점 서비스되었으며, 2020년 12월에는 LG유플러스의 자회사 미디어로그가 신규 채널 더드라마를 론칭하고, 《맥가이버 리턴즈》를 국내 최초로 TV 방영하였다. 이처럼 《맥가이버》는 오랜 시간 동안 다양한 채널을 통해 방영되며, 세대를 초월한 꾸준한 인기를 누린 외화 시리즈로 자리매김하였다.

## 에피소드 목록
시즌에 한, 두 편씩 있는 연작 에피소드의 내용들은 대개 맥가이버의 주된 줄거리와 배경 사건을 다루고 있으며 다른 에피소드들은 기타 개별적인 사건들을 다룬다.

### 시즌 1
- 101 - 키바 연구소의 비극 / Pilot (1985.9.29)
- 102 - 미얀마의 희망 / The Golden Triangle (1985.10.6)
- 103 - 부다페스트의 도둑 / Thief of Budapest (1985.10.13)
- 104 - 모험 / The Gauntlet (1985.10.20)
- 105 - 다이아몬드 강도 / The Heist (1985.11.3)
- 106 - 개미와의 전쟁 / Trumbo's World (1985.11.10)
- 107 - 전쟁의 악몽 / Last Stand (1985.11.17)
- 108 - 화마와의 싸움 / Hellfire (1985.11.24)
- 109 - 어느 형제의 비애 / The Prodigal (1985.12.8)
- 110 - 할아버지의 진심 / Target Macgyver (1985.12.22)
- 111 - 악몽 / Nightmares (1986.1.15)
- 112 - 목숨을 건 탈출 / Deathlock (1986.1.22)
- 113 - 되찾은 우정 / Flame's End (1986.1.29)
- 114 - 카운트다운 / Countdown (1986.2.5)
- 115 - 내부의 적 / The Enemy Within (1986.2.12)
- 116 - 페니의 미소 / Every Time She Smiles (1986.2.19)
- 117 - 진정한 남자로 거듭나기 / To Be a Man (1986.3.5)
- 118 - 미운 오리 새끼 / Ugly Duckling (1986.3.12)
- 119 - 죽음의 독약 / Slow Death (1986.4.2)
- 120 - 탈옥 / The Escape (1986.4.16)
- 121 - 탈출 대작전 / A Prisoner of Conscience (1986.4.30)
- 122 - 암살범 피에드라의 말로 / The Assassin (1986.5.7)

### 시즌 2
- 201 - 인간 VS 컴퓨터 / The Human Factor (1986.9.22)
- 202 - 해결사 지미 / The Eraser (1986.9.29)
- 203 - 이중 사기 / Twice Stung (1986.10.6)
- 204 - 불사조 소년 / The Wish Child (1986.10.20)
- 205 - 진실의 두 얼굴 / Final Approach (1986.10.27)
- 206 - 못 말리는 허풍선이 잭 / Jack of Lies (1986.11.3)
- 207 - 선택의 기로 / The Road Not Taken (1986.11.10)
- 208 - 검독수리 구조 작전 / Eagles (1986.11.17)
- 209 - 꿈속의 암시 / Silent World (1986.11.24)
- 210 - 사선 위의 추격전 / Three For the Road (1986.12.15)
- 211 - 사선에 선 피닉스 재단 / Phoenix Under Siege (1987.1.5)
- 212 - 소중한 가족 / Family Matter (1987.1.12)
- 213 - 사고뭉치 아가씨, 페니 / Soft Touch (1987.1.19)
- 214 - 아기천사 미소 / Birth Day (1987.2.2)
- 215 - 보물선 쟁탈전 / Pirates (1987.2.9)
- 216 - 설원 위의 비밀 / Out in the Cold (1987.2.16)
- 217 - 이중 스파이 / Dalton, Jack of Spies (1987.2.23)
- 218 - 되살아난 악몽 / Partners (1987.3.2)
- 219 - 선로 위의 탈출 / Bushmaster (1987.3.23)
- 220 - 잊지 못할 친구들 / Friends (1987.4.6)
- 221 - 사라진 기억 / D.O.A.: MacGyver (1987.4.27)
- 222 - 자유의 가치 / For Love or Money (1987.5.4)

### 시즌 3
- 301 - 잃어버린 사랑 (1) / Lost Love, part 1 (1987.9.21)
- 302 - 잃어버린 사랑 (2) / Lost Love, part 2 (1987.9.28)
- 303 - 죽은 자의 귀환 / Back From the Dead (1987.10.5)
- 304 - 전설 속의 괴물 / Ghost Ship (1987.10.19)
- 305 - 가면 뒤의 다이아몬드 절도범 / Fire and Ice (1987.10.26)
- 306 - 자유를 찾아서 / GX-1 (1987.11.2)
- 307 - 날아가 버린 대박의 꿈 / Jack in the Box (1987.11.9)
- 308 - 살인 절벽의 악몽 / The Widowmaker (1987.11.16)
- 309 - 극적인 화해 / Hell Week (1987.11.23)
- 310 - 폭탄 테러범 색출 작전 / Blow Out (1987.12.21)
- 311 - 돌연변이 미생물의 반격 / Kill Zone (1988.1.4)
- 312 - 제 2의 전성기 / Early Retirement (1988.1.18)
- 313 - 빙판 위의 뜨거운 승부 / Thin Ice (1988.2.1)
- 314 - 보석 탈취 사건 / The Odd Triple (1988.2.29)
- 315 - 어둠 속의 교섭 / The Negotiator (1988.3.7)
- 316 - 상처 받은 영혼 / The Spoilers (1988.3.14)
- 317 - 전설 속의 가면 / Mask of the Wolf (1988.3.28)
- 318 - 못 말리는 세 아빠 / Rock the Cradle (1988.4.18)
- 319 - 사선 위의 추격전 / The Endangered (1988.5.2)
- 320 - 상속자 사수 대작전 / Murderer's Sky (1988.5.9)

### 시즌 4
- 401 - 파커 저택의 비밀 / The Secret of Parker House (1988.10.31)
- 402 - 의형제 / Blood Brothers (1988.11.21)
- 403 - 아름다운 우정 / The Outsiders (1988.11.28)
- 404 - 위기의 손튼 국장 / On a Wing and a Prayer (1988.12.5)
- 405 - 트랙 위의 격돌 / Collision Course (1988.12.12)
- 406 - 생존 훈련 / The Survivors (1989.1.9)
- 407 - 되살아난 악몽 / Deadly Dreams (1989.1.16)
- 408 - 아름다운 재회 / Ma Dalton (1989.1.23)
- 409 - 환상의 클레오파트라 / Cleo Rocks (1989.2.6)
- 410 - 힘겨운 사랑 / Fraternity of Thieves (1989.2.13)
- 411 - 토미 구출 대작전 / The Battle of Tommy Giordano (1989.2.20)
- 412 - 숭고한 희생 / The Challenge (1989.2.27)
- 413 - 이유 있는 반항 / Runners (1989.3.13)
- 414 - 금괴를 찾아서 / Gold Rush (1989.3.27)
- 415 - 가면 뒤의 살인자 / The Invisible Killer (1989.4.10)
- 416 - 최면의 수렁에 빠진 잭 / Brainwashed (1989.4.24)
- 417 - 비밀 병기 / Easy Target (1989.5.1)
- 418 - 탄저균을 찾아서 / Renegade (1989.5.8)
- 419 - 끝나지 않은 일 / Unfinished Business (1989.5.15)

### 시즌 5
- 501 - 거룩한 장미의 전설 (1) / The Legend of the Holy Rose, part 1 (1989.9.18)
- 502 - 거룩한 장미의 전설 (2) / The Legend of the Holy Rose, part 2 (1989.9.25)
- 503 - 3장의 비밀 지도 조각 / The Black Corsage (1989.10.2)
- 504 - 자신감을 되찾은 소녀 / Cease Fire (1989.10.9)
- 505 - 혼혈아의 비애 / Second Chance (1989.10.16)
- 506 - 적과의 동침 / Halloween Knights (1989.10.30)
- 507 - 자유 투사 / Children of Light (1989.11.6)
- 508 - 검은 코뿔소의 운명 / Black Rhino (1989.11.13)
- 509 - 되살아난 악몽 / The Ten Percent Solution (1989.11.20)
- 510 - 슬픈 연극 / Two Times Trouble (1989.12.11)
- 511 - 성모 마리아의 기적 / The Madonna (1989.12.18)
- 512 - 무법 지대에 찾아온 평화 / Serenity (1990.1.8)
- 513 - 꿈을 찾아서 / Live and Learn (1990.1.15)
- 514 - 협상과 대립의 경계선 / Log Jam (1990.2.5)
- 515 - 진정한 잉카의 보물 / The Treasure of Manco (1990.2.12)
- 516 - 제니의 행운 / Jenny's Chance (1990.2.19)
- 517 - 심해에서의 전쟁 / Deep Cover (1990.2.26)
- 518 - 전설의 바이올린 / The Lost Amadeus (1990.3.19)
- 519 - 비정한 기업 사냥꾼 / Hearts of Steel (1990.4.9)
- 520 - 성급한 판단 / Rush to Judgement (1990.4.16)
- 521 - 죽음의 문턱에서 / Passages (1990.4.30)

### 시즌 6
- 601 - 무서운 녀석들 / Tough Boys (1990.9.17)
- 602 - 인생의 마지막 선물 / Humanity (1990.9.24)
- 603 - 저주받은 총 / The Gun (1990.10.1)
- 604 - 위험한 탈선 / Twenty Questions (1990.10.8)
- 605 - 15년 만의 가족 상봉 / The Wall (1990.10.22)
- 606 - 인간의 탈을 쓴 악마 / Lesson in Evil (1990.10.29)
- 607 - 할아버지의 유지 / Harry's Will (1990.11.5)
- 608 - 맥가이버의 사랑 / MacGyver's Women (1990.11.12)
- 609 - 분노의 포도 / Bitter Harvest (1990.11.19)
- 610 - 외계인 소동 / The Visitor (1990.12.3)
- 611 - 진정한 야구 사랑 / Squeeze Play (1990.12.17)
- 612 - 빛바랜 사랑 / Jerico Games (1991.1.7)
- 613 - 빗나간 자식 사랑 / The Wasteland (1991.1.21)
- 614 - 오시리스의 눈 / Eye of Osiris (1991.2.4)
- 615 - 험난한 갱생의 길 / High Control (1991.2.11)
- 616 - 거리의 상인 / There but for the Grace (1991.2.18)
- 617 - 손튼의 실명 / Blind Faith (1991.3.4)
- 618 - 용감한 자매 / Faith, Hope & Charity (1991.3.18)
- 619 - 냉혹한 상대 / Strictly Business (1991.4.8)
- 620 - 눈물이 흐르던 강 / Trail of Tears (1991.4.22)
- 621 - 보이지 않는 시선 / Hind-Sight (1991.5.6)

### 시즌 7
- 701 - 할아버지는 CIA / Honest Abe (1991.9.16)
- 702 - 따뜻한 이웃사촌 / The 'Hood' (1991.9.23)
- 703 - 머독의 명령 / Obsessed (1991.9.30)
- 704 - 방화범의 빗나간 사랑 / The Prometheus Syndrome (1991.10.7)
- 705 - 콜튼 형제의 모험 / The Coltons (1991.10.14)
- 706 - 죽은 자의 발걸음 / Walking Dead (1991.10.21)
- 707 - 원탁의 기사, 맥가이버 (1) / Good Knight MacGyver, part 1 (1991.11.4)
- 708 - 원탁의 기사, 맥가이버 (2) / Good Knight MacGyver, part 2 (1991.11.11)
- 709 - 무성 영화의 공포 / Deadly Silents (1991.11.18)
- 710 - 엇갈리는 마음 / Split Decision (1991.12.2)
- 711 - 암흑의 세계 / Gunz 'N Boyz (1991.12.16)
- 712 - 없는 자의 설움 / Off the Wall (1991.12.30)
- 713 - 낯선 특파원 / The Stringer (1992.3.21)
- 714 - 영원한 젊음의 계곡 / Mountain of Youth (1992.4.25)

### 영화
- 아틀란티스의 잃어버린 보물 / Lost Treasure of Atlantis (1994.5.14)
- 최후의 심판일로 가는 길 / Trail to Doomsday (1994.11.24)